# Rivière Kakospictikweak
Rivière Kakospictikweak är ett vattendrag i Kanada.   Det ligger i provinsen Québec, i den sydöstra delen av landet, 400 km norr om huvudstaden Ottawa. Rivière Kakospictikweak ligger vid sjön Lac Natowew.
Trakten runt Rivière Kakospictikweak är nära nog obefolkad, med mindre än två invånare per kvadratkilometer.